# Hepatica linealis
Hepatica linealis är en fjärilsart som beskrevs av John Henry Leech 1889. Hepatica linealis ingår i släktet Hepatica och familjen nattflyn. Inga underarter finns listade i Catalogue of Life.